# Took Her to the O
Took Her to the O is een nummer van de Amerikaanse rapper King Von, uitgebracht op 21 februari 2020, via de labels Only the Family en Empire, die de derde en laatste single vertegenwoordigen van zijn tweede mixtape Levon James (2020). Het nummer is geschreven door de rapper uit Chicago en door Chopsquad DJ, die regelmatig samenwerkt, waarbij laatstgenoemde uitsluitend de beat produceert.
Het deuntje is een van Vons populairste liedjes.Het nummer is een oefentrack, King Von rapt tijdens het vertellen van een romantisch verhaal dat zich bezighoudt met thema's als rivaliteit op straat en stedelijk geweld. Het nummer kreeg positieve recensies van muziekcritici, en velen prezen het vanwege de gedetailleerde benadering van het vertellen van verhalen. Het nummer piekte op nummer 44 in de Billboard Hot 100, en werd op 14 februari 2023 drievoudig platina gecertificeerd door de Recording Industry Association of America, nadat het sinds de release meer dan 3 miljoen gecertificeerde exemplaren had verkocht.
"Took Her to the O" is een van King Vons favorieten onder alle nummers van het project Levon James . In een interview voor XXL MAG onthulde King Von dat hij de meeste songteksten had geschreven terwijl hij in de gevangenis zat.

## Samenstelling
In het nummer rapt King Von met agressieve energie en keiharde stromen, geassocieerd met een eenvoudige maar pakkende en gedenkwaardige hook, alles op een "sinistere, door piano geleide drill beat". De teksten zijn ontwikkeld met een verteltechniek die wordt gekenmerkt door een zeer expliciete en rauwe stijl."Took Her to the O" werd omschreven als een donker en intens nummer dat de harde realiteit van het leven op straat levendig weergeeft. De tekst van het lied was zowel grafisch als verontrustend gedefinieerd en schetste een somber beeld van een wereld waarin geweld en agressie een noodzakelijk onderdeel zijn van overleven. Het behandelt zelfs thema's als geweld, misdaad en straatcultuur, waarbij dezelfde koning Von wordt afgebeeld als een stoer en meedogenloos personage dat bereid is het heft in eigen handen te nemen om zichzelf te beschermen. De teksten suggereren ook een gevoel van loyaliteit en straatrechtvaardigheid.
Het verhaal is tot in detail geromantiseerd, en Von beeldde hem af als de hoofdrolspeler erin, rijdend in een auto en een meisje verleidend, "een stripper" uit Kankakee die hij eerder in de winkel ontmoette. De verleiding gaat mis zoals Bennett heeft gedaan. om te gaan met een man genaamd "Duck", die hem confronteert en de situatie gewelddadig maakt, waarbij de man een steen naar Vons auto gooit en hem dwingt onmiddellijk wraak te nemen op "Duck"; wordt sterk gesuggereerd dat de man de echte en overleden rapper FBG Duck is, die Von persoonlijk kende en uit zijn rivaliserende buurt kwam. Het verhaal eindigt met Von die het meisje meeneemt naar "the O", wat hoogstwaarschijnlijk verwijst naar Parkway Garden Homes, ook bekend als " O'Block ", een appartementencomplex in Chicago op blok 6400 van South King Drive, waar Bennett opgroeide.
King Von gebruikt ook een zin die doet denken aan zijn beroemdste slogan "We not from 63rd", die hij introduceerde in zijn breakout-single Crazy Story, maar in dit geval paste hij deze aan het verhaal aan met het volgende couplet "I Weet dat je boos bent, want ik rookte je man, liet hem op de stoep staan / Ze begon te lachen, ze zei: "F *** die nigga, hij van de 63e."Koning Von legde zijn teksten van het nummer "Took Her to the O", dat op 21 maart 2020 verscheen, in detail uit in een YouTube- video voor Genius .

## Videoclip
De videoclip werd naast de single uitgebracht op 21 februari 2020. Het werd geregisseerd door Joan Pabon met de medewerking van "Blanksquare Productions" voor het filmen van de interieurscènes, die in Los Angeles werden gefilmd in "FilmstudioLA". Daarin vertelt Koning Von het verhaal aan zijn therapeut door het nummer te rappen, tussen shots van Von en zijn therapeut die op de beat van de DJ gaan, en met afwisselende scènes uit het verhaal.
King Von nam ook een live pianosessie van het nummer op, gelijktijdig met het nummer " Why He Told " voor Audiomack, dat op 13 augustus 2020 met een video op YouTube werd uitgebracht.

## Kritische ontvangst
Mark Braboy, die voor Complex schreef, definieerde nummers als "Took Her to the O" en de serie " Crazy Story " als stukken die pakkende verhalende meezingers terugbrachten, die doen denken aan wat Slick Rick deed met " Children's Story "; Bovendien definieerde hij King Von als een bedachtzame, bekwame tekstschrijver, en anders dan andere Chicago- drill- artiesten, omdat hij in staat was het in een woest en resonerend pakket te brengen dat ongeëvenaard was.

## Grafieken

### Jaareindegrafieken
| Grafiek (2021)                                            | Positie |
| --------------------------------------------------------- | ------- |
| Amerikaanse populaire R & B / hiphopnummers ( Billboard ) | 64      |